# هونکاوانه، شیزوئوکا
هونکاوانه، شیزوئوکا (به لاتین: Honkawane) یک منطقهٔ مسکونی در ژاپن است که در ناحیه چوبو واقع شده‌است. هونکاوانه ۳٬۰۲۵ نفر جمعیت دارد.